# Adnan Al-Talyani
Adnan Khamees Al-Talyani (in arabo عدنان الطلياني‎?; Sharjah, 30 ottobre 1964) è un ex calciatore emiratino, primatista di presenze e gol nella Nazionale di calcio degli Emirati Arabi Uniti.